# Дакстен
Даксте́н (фр. Dachstein) — коммуна на северо-востоке Франции в регионе Гранд-Эст (бывший Эльзас — Шампань — Арденны — Лотарингия), департамент Нижний Рейн, округ Мольсем, кантон Мольсем.
Площадь коммуны — 7,46 км², население — 1439 человек (2006) с тенденцией к росту: 1796 человек (2013), плотность населения — 240,8 чел/км².

## Население
Население коммуны в 2011 году составляло 1650 человек, в 2012 году — 1702 человека, а в 2013-м — 1796 человек.
| 1962 | 1968 | 1975 | 1982 | 1990 | 1999 | 2006 | 2008 | 2011 | 2012 | 2013 |
| ---- | ---- | ---- | ---- | ---- | ---- | ---- | ---- | ---- | ---- | ---- |
| 620  | 788  | 952  | 936  | 957  | 1271 | 1439 | 1543 | 1650 | 1702 | 1796 |

Динамика населения:

## Экономика
В 2010 году из 1058 человек трудоспособного возраста (от 15 до 64 лет) 830 были экономически активными, 228 — неактивными (показатель активности 78,4 %, в 1999 году — 75,6 %). Из 830 активных трудоспособных жителей работал 771 человек (407 мужчин и 364 женщины), 59 числились безработными (40 мужчин и 19 женщин). Среди 228 трудоспособных неактивных граждан 94 были учениками либо студентами, 76 — пенсионерами, а ещё 58 — были неактивны в силу других причин.

## Достопримечательности (фотогалерея)

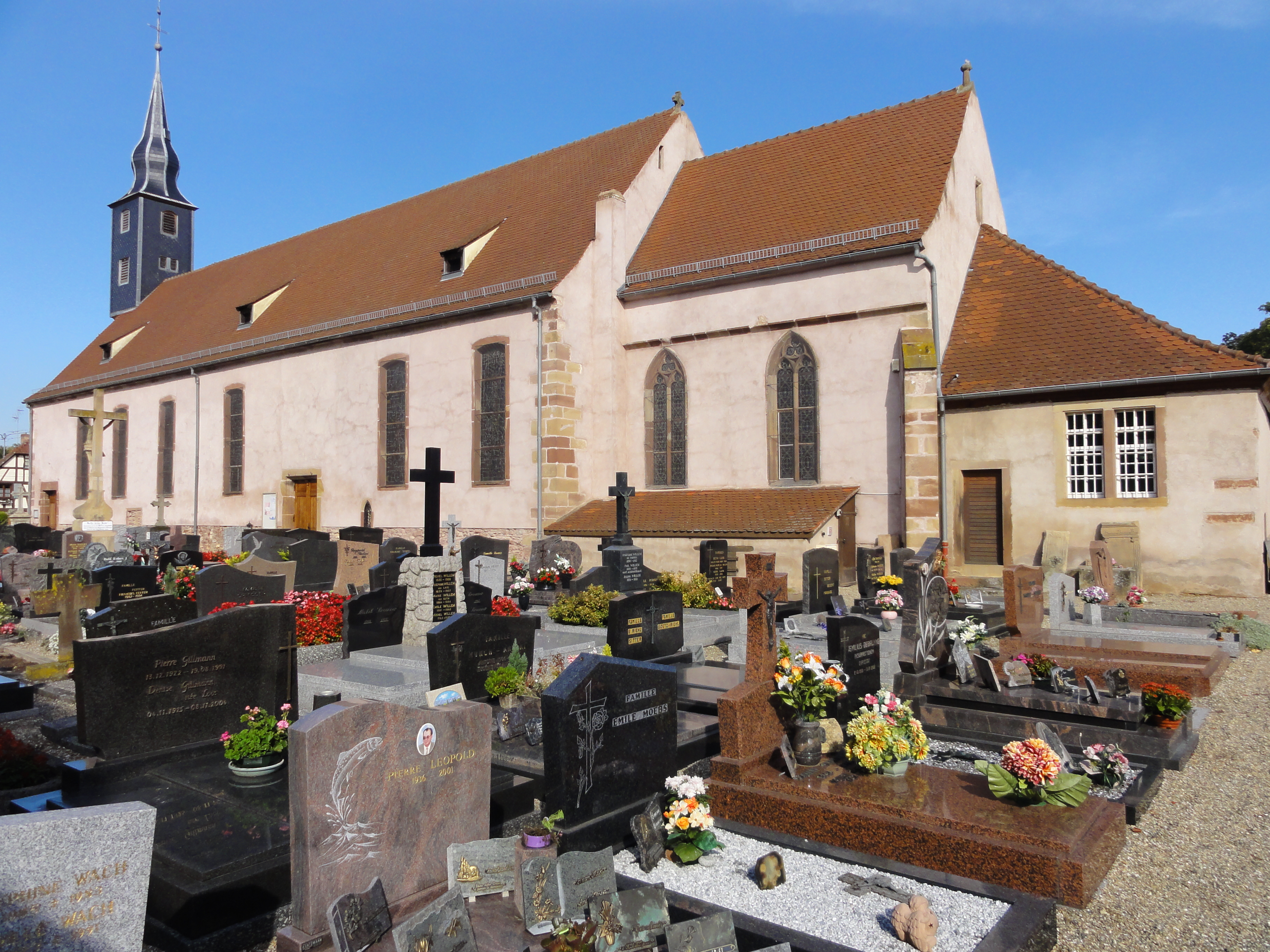
Церковь Сен-Мартен
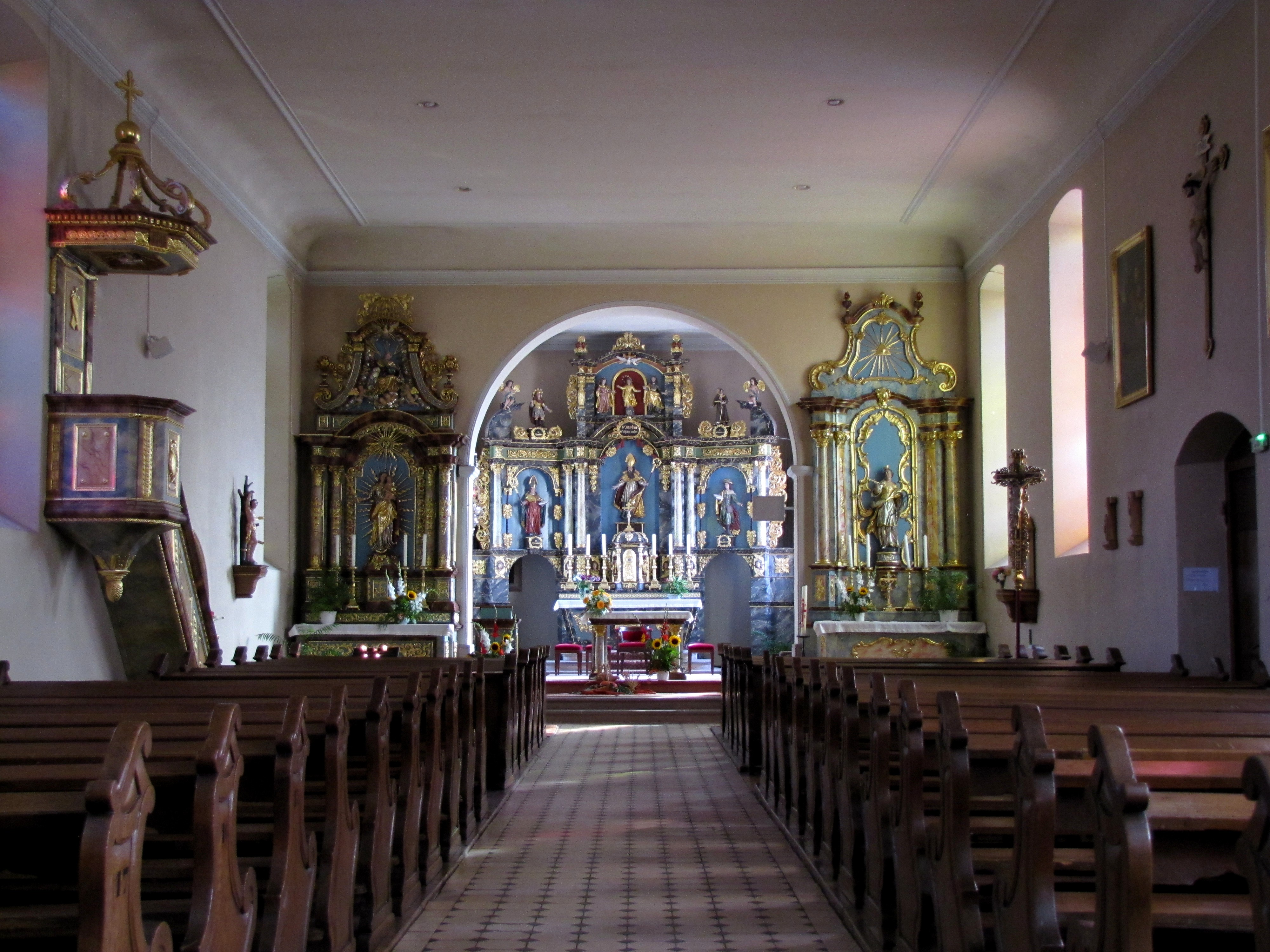
Интерьер
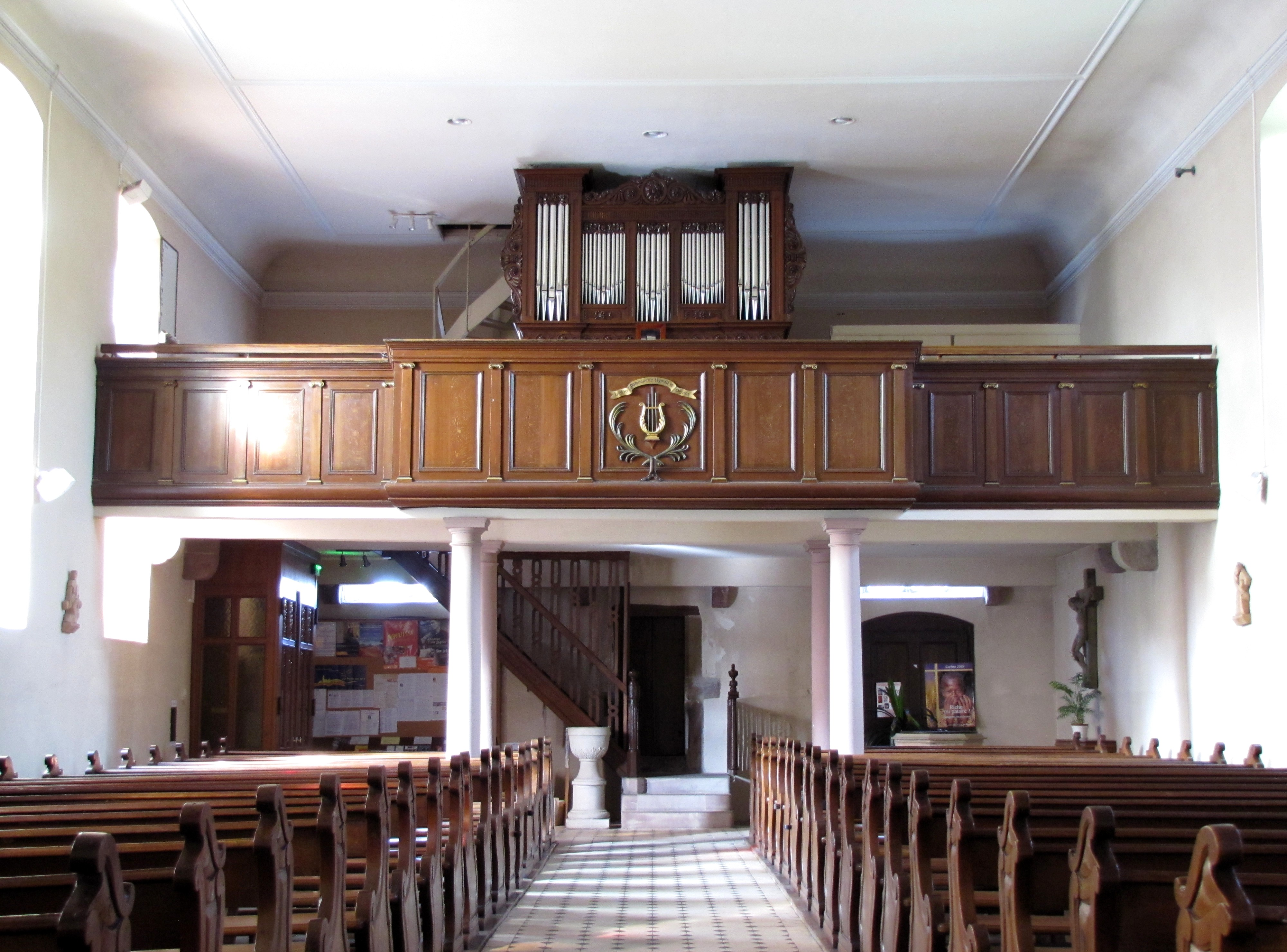
Орган
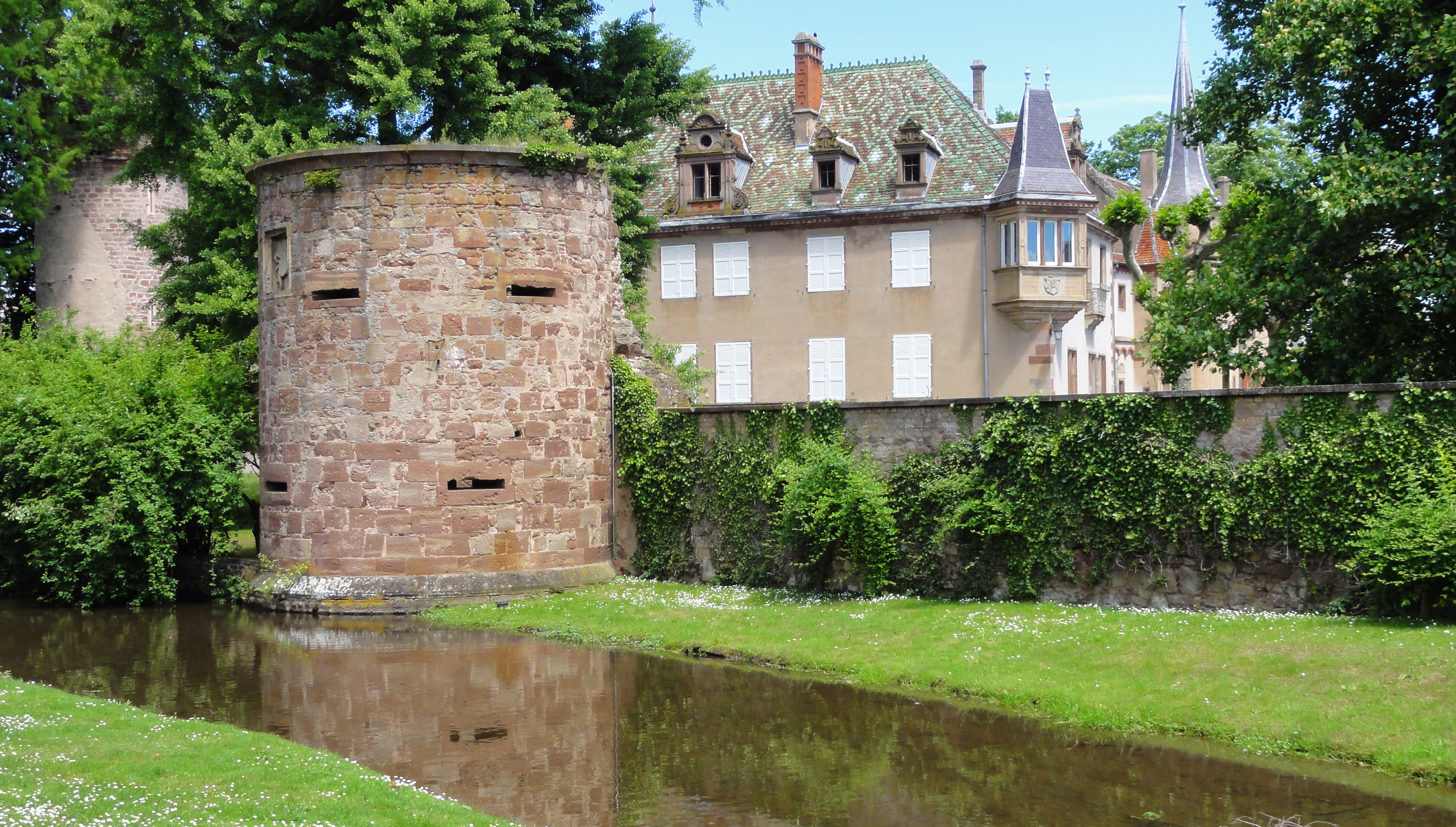
Шато
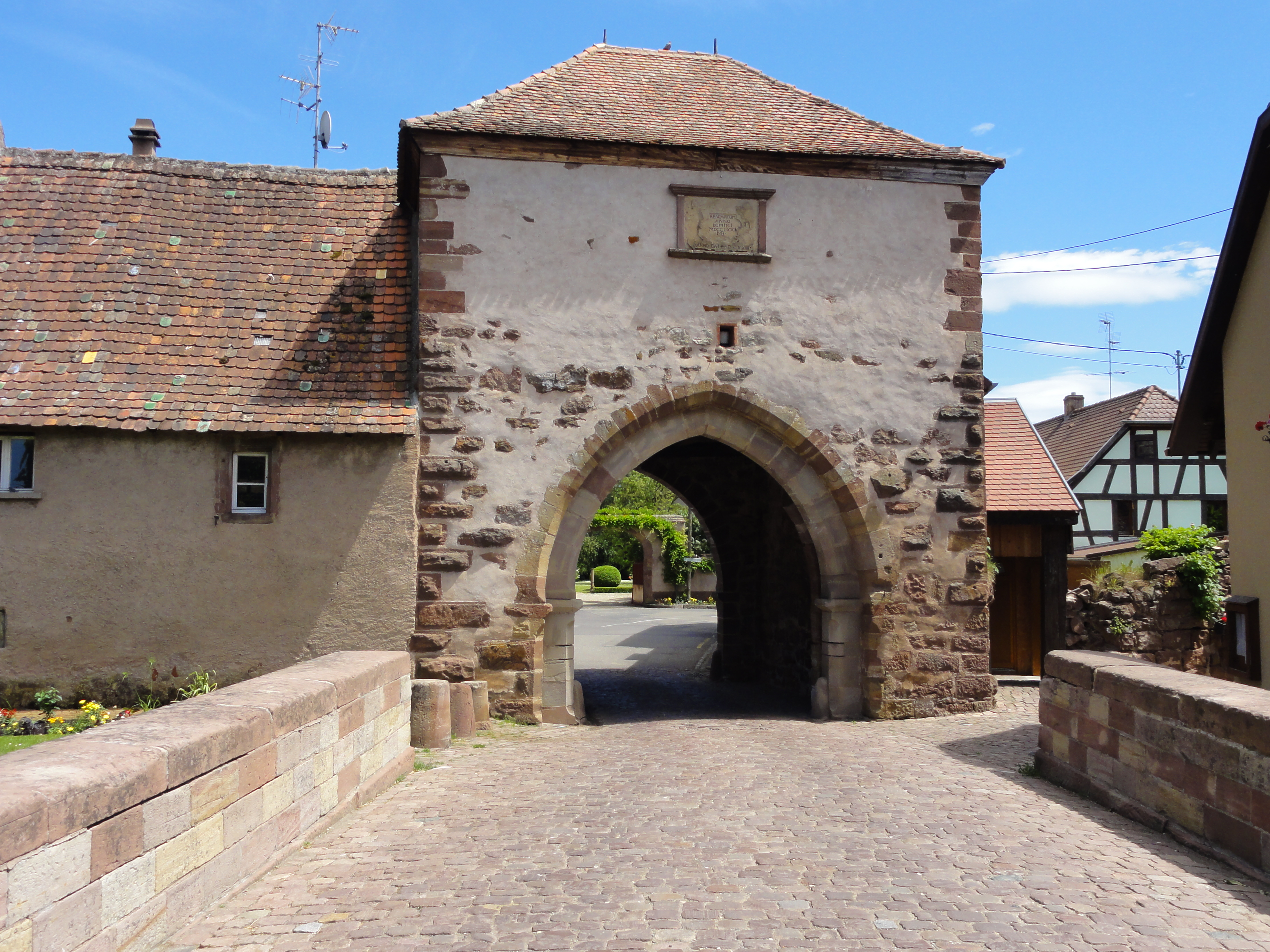
Средневековые ворота
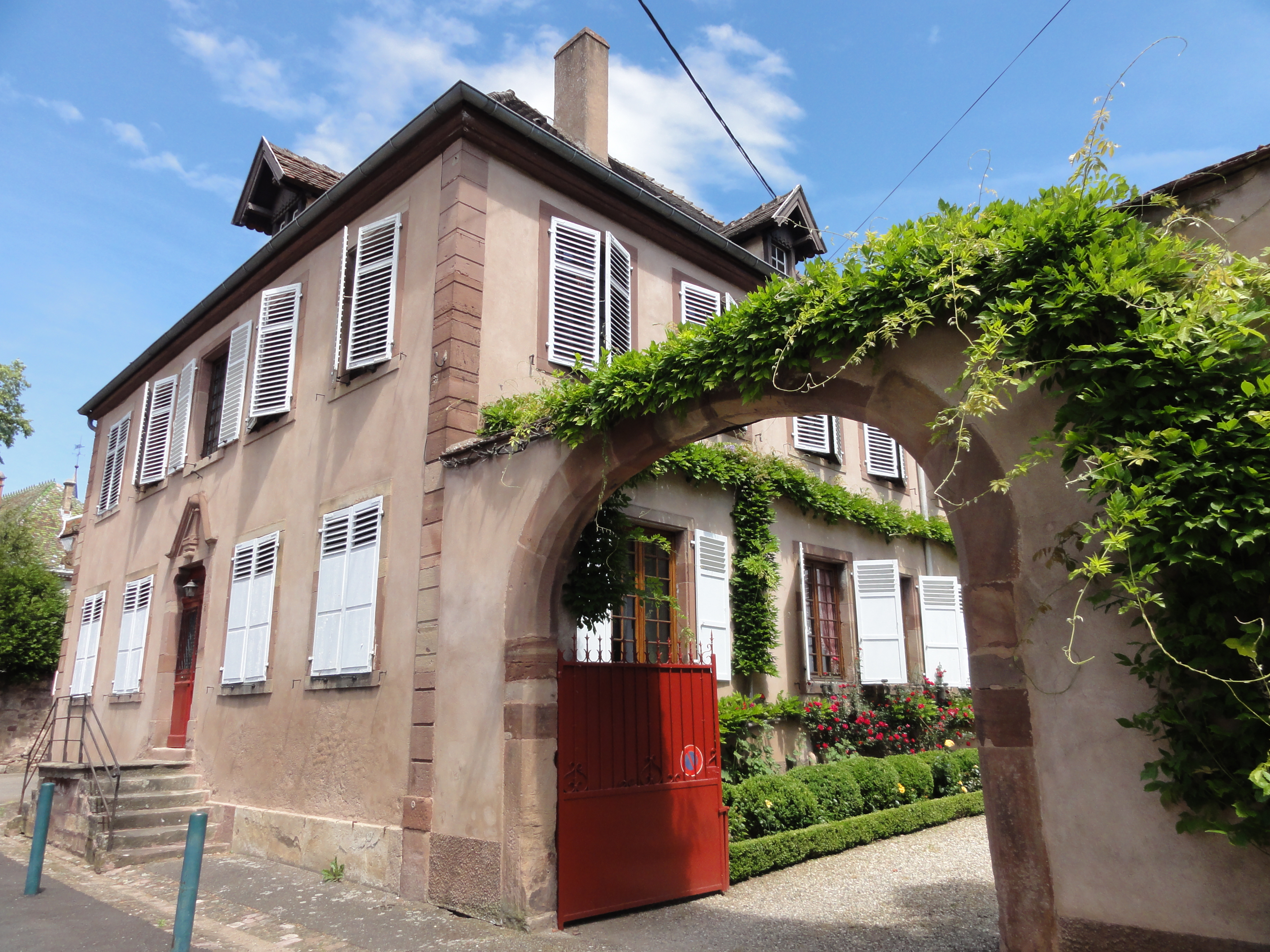
Дом (XVIII век)